# کنایه
اگر به‌جای نام بردن مستقیم از یک چیز، از چیزی که یادآور آن باشد نام ببریم، از آرایه‌ای ادبی استفاده کرده‌ایم که دِگَرنامی، کنایه‌آوری یا مجاز نامیده می‌شود.
در جملهٔ «کاخ سفید دستور حمله به کابل را صادر کرد.» یک ساختمان خاص برابر با «رئیس‌جمهور» یا هیئت حاکمهٔ آمریکا فرض شده‌است و بنابراین از کنایه‌آوری استفاده شده‌است. یا برای نمونه، «او با عرق جبین، خرج خود را درمی‌آورد.» یعنی او با کاری که باعث عرق کردن جبینش می‌شود، خرج زندگی خودش را درمی‌آورد. در اینجا رابطه همنشینی وجود دارد. یا مثلاً کلمه کنایه‌ای و مجازی «هالیوود» (که بخشی است در لس‌آنجلس)، بیانگر صنعت پخش فیلم در آمریکا هم هست.
دگرنامی که استفاده از یک مفهوم ساده یا ویژگی‌های قابل درک از چیزی به جای یک جمله پیچیده‌تر از آن است از سازوکارهای مهم زبان به‌شمار می‌آید. اگر قرار بود که در مورد هر موضوعی همه چیز و همه جزئیات را بگوییم سخن گفتن دشوار می‌شد.
در دگرنامی گاه جزء جای کل می‌نشیند برای نمونه: منظور از «مذاکراتِ تهران و کرملین»، مذاکره افراد یا مقام‌هایی از تهران و روسیه است. یا فلانی «کرسی» خوبی را به دست آورده‌است، منظور مقامِ خوبی است. (مدیریت با صندلی (کرسی) ارتباطی نزدیک دارد)
در دگرنامی «ارتباط» نقشی را بازی می‌کند که «تشابه» در استعاره. دگرنامی تقریباً معادل مجاز است ولی با آن تفاوت‌هایی دارد.

## چند نمونه دیگر
- از روستا بپرس! روستا در این جمله مجاز است و منظور از روستا مردمِ روستا است چون روستا قابل پرسش نیست.
- «جام را بنوش»، که منظور نوشیدن مایع، آب یا شرابِ محتوای آن است نه خود جام،
- «قاره سیاه مظلوم است» که منظور، مردم آفریقا است.
- وال استریت[۲] خیابانی در محلهٔ منهتن نیویورک در ایالات متحده آمریکا است اما، بیانگر ساختمان بازار بورس نیویورک، بزرگ‌ترین بورس جهان از نظر میزان دادوستد و حجم مالی است،
- یاسر عرفات گفت: برای صلح، امیدی به تل آویو نیست. منظور از تل آویو، دولت اسرائیل و مذاکرات صلح است.
- گوش‌ات را به من قرض بده. یعنی کاملاً توجه به آنچه می‌گویم داشته باش.
- شیرینی شما پیش ما محفوظ است؛ که در آن منظور از شیرینی پول است.
- «دست درازی» کنایه از تعدی و تجاوز و طمع کاری به مال دیگران است.
- «کوتاه دستی» کنایه از بی طمعی یا بی عرضگی است.
- «پشت گوش او فراخ است» یعنی دیر جنب است.

| عابدانی که روی بر خلقند |  | پشت بر قبله می‌کنند نماز |

در این شعر «روی بر خلق کردن» و «پشت بر قبله کردن» هر دو کنایه است از ریا کاری و از خدا به خلق پرداختن.

## کنایه در سینما
کنایه‌های ادبی می‌توانند از طریق کلمات به شیوه‌ای زیبا و مؤثر بیان شوند، اما در سینما، سینماگران با استفاده از تصاویر و ترکیب‌های بصری داستان کنایی خود را روایت می‌کنند.